# Vászoly
Vászoly je vas na Madžarskem, ki upravno spada pod podregijo Balatonfüredi Županije Veszprém.